# 国交省の統計書き換え問題
国交省の統計書き換え問題（こっこうしょうのとうけいかきかえもんだい）とは、国土交通省が、建設工事受注動態統計調査のために業者から提出された調査票の数値を書き換え、不適切な処理をしていた問題。アベノミクスの成果を大きく見せるために改竄したのではないかと疑われた。

## 建設工事受注動態統計調査と調査票について
1947年(昭和22年)3月26日、旧統計法（昭和22年法律第18号）が公布された。
1956年(昭和31年)4月から旧統計法（昭和22年法律第18号）第2条に基づく指定統計である建設工事統計（指定統計第84号）を作成するための指定統計調査として
"建設工事着工統計調査（公共工事・民間土木工事）"は開始された。
1960年(昭和35年)4月には、建設工事着工統計調査は、公共工事着工統計調査と民間土木工事着工統計調査に分割された
。
2000年(平成12年)4月に、従来の「公共工事着工統計調査」、「民間土木工事着工調査」及び「建設工事受注調査」の3統計を再編・統合し、"建設工事受注動態統計調査"が開始された。
2007年(平成19年)5月23日、旧統計法を全面改正した新統計法が公布された。
2009年(平成21年)4月1日から、新統計法が全面施行された。以降、建設工事受注動態統計調査は、基幹統計調査。
国交省が抽出した約12000事業者に調査票を配布、記入を依頼している。事業者は記入をし、調査対象月の翌月の10日までに、各都道府県または国交省に提出する。各都道府県は事業者から提出された調査票を調査対象月の翌月の20日までに国交省に送付する。
調査票の平均回収率は2000年(平成12年)度に約67％であったが2008年(平成20年)度には60.2％に低下している。
建設活動を総合的に把握することを目的に、建築着工統計調査と建設工事受注動態統計調査をもとに加工したものが建設総合統計で、広く利用されている。

## 書き換えと過月分調査票の当月合算処理
調査対象となる建設業者は、複数月分の調査票をある月にまとめて提出する場合があった。しかし、遅れて提出された調査票（過月分調査票）を正規に統計に算入する方法がなかった。
その開始時期は明らかではないが、2000年(平成12年)4月に建設工事受注動態統計調査に再編・統合される以前の「民間土木工事着工調査」及び「公共工事着工統計調査」の頃から、本件統計室において、遅れて提出された調査票(過月分調査票)を当月(提出された月)に合算する扱いがされていた。また、遅くとも建設工事受注動態統計調査(2000年4月開始)以降は、各都道府県に当月合算のための書き換え作業を行うよう説明していた。本件合算処理について知っていたのは歴代の担当係員と歴代の担当係長と歴代の担当課長補佐の一部だけだった。ただし歴代の係長の中には、他の歴代の担当課長補佐も知っていたはずだと供述している者もいる。また、2012年(平成24年)5月の全国説明会(各都道府県担当者に対し本件合算処理の方法について説明するもの)の資料の出席者名簿には、企画専門官、建設統計情報分析官、課長補佐の名前が記載されていた。
書き換え(元の数値の消去)は2019年(令和元年)11月分まで、合算処理は2021年(令和3年)3月分まで続いた。
歴代の係長は、"遅れて提出された本件調査票の数値（個別工事内訳の数値を含む。）を廃棄せずに有効活用するには本件合算処理以外の方法がなく、また、合算(欠測値の補完)をしないことにより年間の受注額が実数値よりも少なくなることを懸念した"旨を申し述べている。
過月分調査票の当月合算処理をすると、当月の受注額合計の推計値は真の値に遠くなる。しかし年間受注額の推計値は真の値に近くなるという効果があった。

## 欠測値の補完と二重計上
2009年(平成21年)3月、4月から全面施行される新統計法に合わせて「公的統計の整備に関する基本的な計画」が閣議決定され、本件統計室はそのころから統計精度向上に向けての検討を開始。建設統計室及びコンサルタント会社を事務局として、統計学者らを含む外部有識者を委員とする検討会が開催される。
2013年(平成25年)4月分から、本件統計室は「公的統計の整備に関する基本的な計画」における公的統計の質的向上の要請を踏まえ、建設受注統計調査(原文ママ)についてはその受注高が建設工事施工統計調査の完成工事高と比べ相当程度小さい推計値（平成19年度実績で約6割）となっていることから、推計方法を変更した。
"回収率が 100%に満たない場合、かつて多くの府省庁の統計で行われていた、未回収の調査票に記入されるべき受注額（欠測値）を 0 とする推計方法を適用すると、受注額が過小推計されやすくなる。すなわち、調査票が回収された事業者の受注額に抽出率の逆数を乗じて合計しても、真の受注額合計よりも小さくなる可能性が高くなる。もし、欠測値が実際に 0 であれば、この推計方法によって受注額合計を偏りなく推計できるが、欠測値が正であれば、過小に推計する。そして、回収率が低いほど、そして欠測している値が大きいほど、偏りは大きくなる。"
"母集団への復元を実施するに当たっては、各標本毎に定められる抽出率の逆数及び回収率の逆数を各標本の調査結果に乗じることとし、この作業は毎月の回収率に応じて実施している。"
"欠測による影響の調整方法の適否は、回答発生の仕組みに関する想定の適否に依存する。その想定が実際と近ければ推計値の偏りを修正できる。もちろん、その想定が完全に正しいとは限らない。しかし、欠測の影響を処理しないことは欠測値に 0 を代入して集計することに相当し、それ自体、欠測の発生について強い仮定を設けることになる。もし、欠測の影響を処理しなければ、推計値が過小となる可能性が高い。"
つまり、調査対象であるのに調査に回答しなかった事業者(期日を過ぎてから調査票を提出した事業者を含む)について、回収率の逆数と抽出率の逆数を用いて欠測値を補完することにした。
この回収率の逆数の算出等は、独立行政法人統計センターに依頼した。
この推計方法の変更を検討した室長・担当課長補佐は、担当係長・係員らによる本件合算処理を認識していなかったか、またはこの推計方法を導入することで二重計上が生じることを認識していなかったと考えられる。
2013年(平成25年)4月以降の本件統計室の担当係長・担当係員は、回収率の逆数を乗じて補正をしていることに加え、過月分合算を承知していたのであるが、そのことに疑問を持たずに(二重計上が生じることを認識せずに)本件合算処理を継続した。
そのため、2013年(平成25年)4月分から2021年3月分まで、過月分調査票を当月合算処理したものと欠測値の補完をしたものとで二重に加算され、過大推計になった。

## 課長補佐の報告・会計検査院の調査・国交省課長への報告
2019年(平成31年)1月、総務省は、毎月勤労統計における不適切事案を受け、各府省に対し基幹統計の点検と点検結果の報告を依頼した。当時の係長は過月分合算を報告した方がよいと考えて、上司である課長補佐及び企画専門官に相談したが、これらの上司が消極的な立場であったため、一斉点検の報告の対象にしなかった。
2019年(平成31年/令和元年)4月に新らしく着任した担当課長補佐は5月頃、本件合算処理について認識し、疑問を抱き、室長及び企画専門官(課長補佐の上司で室長の部下)に本件合算処理について報告した。6月頃、室長及び企画専門官は本件合算処理によってどの程度実態と乖離するか検証するよう指示した。各都道府県に対して本件合算処理を取りやめるよう指示することはなかった。
2019年11月、参議院決算委員会から「公的統計の整備に係る業務の実施状況等について」に関して検査要請を受けた会計検査院は調査を開始し、都道府県が国交省の指示に基づいて本件合算処理を行っていることを確認した。
本件統計室は会計検査院の知れるところとなった本件合算処理について、どのように対応すべきか検討を開始。この頃、室長が作成したと思われるメモによれば、(本件合算処理だけでなく)遅くともこの頃(2019年11月)には本件統計室の責任者である室長も本件二重計上を認識したと考えられる。
室長、企画専門官及び担当課長補佐は、情報政策課の職員に対応を相談。室長らは本件合算問題及び本件二重計上問題を、2019年(令和元年)12月24日に課長へ報告・相談。12月27日(仕事納めの日)には担当局長級の政策立案総括審議官(政総審)へ報告・相談。
2020年1月6日(仕事始めの日)及び7日、課長は、室長の対応能力等に問題ありと判断し、本件合算問題及び本件二重計上問題の検討を主導するようになる。課長は各都道府県に対して過月分合算処理を取りやめるよう指示すること、公表数値の検証作業を開始することを決定。政策立案総括審議官の了承も得た。
2020年1月8日、担当係長は、2019年(令和元年)12月分(2020年1月提出分)から過月分合算処理をせず本件調査票をそのまま国交省に送付するよう各都道府県に指示した。
2020年1月下旬頃、課長の判断により、統計の継続性の観点から、過月分を全く入れない場合には数値の変動が激しくなるとの理由で、過月分は前月分のみを入れるが個別工事が完了したものは除外するとの方針を採用することに決まった。これにより、2019年(令和元年)12月分(2020年1月提出分)(令和2年2月公表分)から、統計室において本件調査票の元の数値を残し復元することが出来るようマスキングテープを貼った上で、本件合算処理は継続された。書き換え(元の数値の消去)はここで終わった。ただし、一部の都道府県で指示が周知徹底されず書き換えが継続されていた可能性がある。
2020年(令和2年)1月から3月の会計検査院の調査に対し、本件統計室は"各都道府県に対する合算処理の取りやめを指示し(過月分を合算していない調査票をそのまま送付させ、本件統計室で合算処理を行うようにし)たのは、統計の精度向上の一環として取扱いを見直したものであって会計検査院の調査を理由に取りやめさせたわけではない"と説明している。
2020年(令和2年)9月、室長が総務省統計委員会担当室の政策企画調査官らと面談。建設工事施工統計の欠測値補完の話題に続けて、建設受注統計についても話が及び、暫定値と確定値を公表する2段階公表化について相談した。
2021年(令和3年)4月分から、推計方法が変更され、合算措置廃止。それに伴い、二重計上も終わった。本件統計室は、2021年(令和3年)4月分の集計から、過月分を合算しない方法、つまり当月のみを計上する方法に切り替えることとし、欠測値の補完については、回収率の逆数を乗じるほか、建設工事施工統計調査における未回答業者の新たな欠測値補完方法に基づく乗率を乗じる方法により計算した結果を公表した。
この際、(上記のマスキングテープを剥がして)同じく過月分調査票の数値を全く合算しない方法で、2021年(令和3年)4月分から変更された推計方法で再計算した2020年(令和2年)1月分から2021年(令和3年)3月分の数値も併せて公表された。
2021年(令和3年)9月、会計検査院は国会への報告書『公的統計の整備に関する会計検査の結果について』の中で、本件合算処理の問題について記載した。二重計上については記載しなかった。
2021年12月15日、朝日新聞が合算処理と二重計上について報道した。
2021年12月23日、国交省は、建設工事受注動態統計調査における不適切な処理に関する問題の検証を行うため、外部有識者による検証委員会を開催した。

## 建設工事受注動態統計調査の不適切処理に係る検証委員会の報告
2022年1月、建設工事受注動態統計調査の不適切処理に係る検証委員会は、次のように報告している。
"過月分調査票の受注額を当月の受注額として合算して集計したことについては、統計の注記に記載するなど公表なしに行われていたこと、調査票の書き換えによって(元の数値が消え)有用な情報の活用を損ねた点において、不適切であった。"
"月遅れで提出されたとしても手持ち工事高を的確に把握することが重要ととらえられていたと考えられる。とりわけ、大規模な工事であれば工期が長くなることから、これを推計に含めないことによる各月の出来高に与える影響は、1、2 ヵ月程度の時期の計上のずれに比べてはるかに大きい。"
"過月分調査票の処理それだけに関しては、統計データの行政上の利用の観点から行ったものであり、真実を歪める何らかの意図が働いたとはいえず、その意味では、統計実務の観点から絶対に許容されない行為なのかは議論の余地がある。しかしながら、国交省が行ってきた本件合算処理は、統計調査における処理のやり方として少なくとも妥当であったとはいえない。"
"国土交通省令の調査規則において、調査票の2年保存を規定している。その規則に反しているとはいえないまでも、不測の事態に直面した場合に集計しなおし作成されるべき統計が作成できるようにするべきである。"
"建設受注統計を含む統計一つ一つについて、集計から制度設計までを統合的に理解する職員を配置し、情報の分断を防ぐべきである。"

## 影響
2021年末の臨時国会で山際大志郎・経済再生相は、「間接的にGDP統計にも影響が及ぶ可能性はあるが、その影響の程度は仮にあったとしても現時点では軽微と考えている」と答弁した。
2021年12月28日、経済産業省の中小企業向けの支援策で、対象業種を選ぶ判断ができなくなっていることが公表された。
2022年8月、国交省は、2013年(平成25年)4月分から2022年(令和4年)3月分までの期間における建設工事受注動態統計調査及び建設総合統計の推計値を遡及改定した。そのうち二重計上されていた期間の訂正前の推計値と、訂正後の推計値で最も差があるものは年度当たり受注統計受注高合計で5.2兆円(6.5%)だった。

## 東京地検特捜部の判断
市民団体は作成に関わった職員を統計法違反の疑いで東京地検特捜部に告発した。
2022年9月、東京地検特捜部は、関わった職員5人について、"いずれも長年続いていた不正な処理の正常化を図ろうとしていたもので統計を意図的に過大計上したものではなく、統計の継続性を確保するために、正常化に一定の期間がかかることはやむをえない"などとして、起訴猶予処分とした。